# 老北教堂
老北教堂（Old North Church），正式名称为波士顿市基督教堂（Christ Church in the City of Boston），位于美国波士顿北区（North End）的撒冷街（Salem Street）193号，在美国革命期间，著名的信号“如果从陆路来，点一盏灯；如果从海路来，点两盏灯”据说就是从此发送。这句话与1775年4月18日保羅·里維爾的午夜快马報信有关，发生在列克星敦和康科德战役之前。
老北教堂是美国圣公会马萨诸塞教区的一个堂区。这座教堂是波士顿仍在使用的最古老的教堂建筑，被列为国家历史地标。这座教堂内有一尊乔治·华盛顿的半身像，拉法叶侯爵说这是他最好的肖像。
老北教堂兴建于1723年，灵感来自英国建筑师雷恩（Christopher Wren）的作品，他在伦敦大火之后负责重建伦敦。